# Neoplan Cityliner
Neoplan Cityliner – rodzina wysokopokładowych autokarów turystycznych produkowana od 1971 roku przez Neoplan Bus GmbH w Niemczech. Od 2006 roku produkowana jest szósta generacja modelu.

## Historia
W 1971 roku na targach w Monako Neoplan zaprezentował nowy autokar turystyczny mający zastąpić dotychczasowy bestsellerowy model Neoplan Hamburg. Podobnie jak poprzednik nowy model miał długość 12 m. Cityliner był jednak pierwszym wysokopokładowym autokarem marki Neoplan (i jednym z pierwszych na świecie – równocześnie z Setrą serii 200). Taka konstrukcja pozwala na osiągnięcie większej przestrzeni na bagaż (w tym przypadku do 10 m³), a także miejsce na zamontowanie dodatkowych udogodnień, jak np. kuchnia, kabina sypialna kierowcy czy toaleta. Nowy model odznaczał się nowoczesnym designem z dzieloną w poziomie przednią szybą i pochylonymi ku przodowi słupkami szyb. Napęd stanowił 256-konny silnik Daimler-Benz, natomiast skrzynia biegów była produkcji niemieckiej firmy ZF Friedrichshafen. Autokar oznaczono symbolem Neoplan N116. Symbol ten nie zmienił się w kolejnych generacjach poza najnowszą zaprezentowaną w 2006 roku.
Początkowo model był oferowany pod dwiema nazwami: Cityliner w wersji dla przewoźników turystycznych oferujących usługi na terenie miast i Intercityliner dla przewoźników dalekobieżnych, jednak Deutsche Bahn zastrzegła prawo do nazwy Intercity dla kategorii pociągów, stąd od 1974 roku wszystkie typy były oferowane pod nazwą Neoplan Cityliner.
Ze względu na duże zapotrzebowanie na autobusy o dużej pojemności (większej niż dotychczasowe 12-metrowe pojazdy z 52 miejscami) szybko zdecydowano o powiększeniu oferty o modele 13- i 14-metrowe.
W 1981 roku kontynuowano prace nad Citylinerem. Modyfikacje objęły linię górnej i dolnej części nadwozia, krzywiznę z przodu pojazdu oraz tylny zwis. Wprowadzony został nowy design pojazdu. Nowa, II edycja Citylinera miała premierę na targach IAA w 1981 roku. Była to jednak tylko wersja przejściowa pomiędzy I a III generacją.
Z okazji 50. rocznicy istnienia firmy w 1985 roku Cityliner otrzymał również absorbujące energię przednie i tylne zderzaki oraz nowy system klimatyzacji (elektronicznie sterowany wydajniejszy klimatyzator umieszczono na dachu w tylnej części pojazdu). Po raz pierwszy zastosowano reflektory poliwęglanowe. Opracowany został także model Cityliner N118/3 o długości 14,38 m. Gruntownie przebudowany został zespół napędowy. Silnik (6-cylindrowy o mocy 333 KM), skrzynia biegów oraz oś napędowa produkowane były przez szwedzką firmę Scania. Wszystkie nowości zaowocowały nową, III generacją pojazdu, która była produkowana przez kolejne 13 lat.
W 1986 roku zapoczątkowano eksport Citylinera do USA za sprawą fabryki w Lamar, a w 1990 odbyła się premiera modelu Cityliner-Hoch (z niem. wysoki), który był wyższy od swoich poprzedników o 16 cm, co pozwoliło na zwiększenie przestrzeni bagażowej. W 1992 roku z linii montażowej zjechał Cityliner numer 3000 dla niemieckiego przewoźnika Berlin Linien Bus.
W 1994 roku zaprezentowano kolejną, czwartą odsłonę Citylinera pod hasłem Die neue Königsklasse '94. Gruntownym zmianom uległo wnętrze pojazdu. Zmienił się wygląd przednich i tylnych świateł oraz przedniej ściany, lekkiej modyfikacji poddana została linia nadwozia. Jednostkę napędową niezmiennie dostarczała Scania. 
W 1995 roku Neoplan świętował swoje 60-lecie. Z tej okazji powstała seria „Platin-Edition” wyposażona m.in. w elementy dekoracyjne ze stali nierdzewnej, nawigację GPS, czy też laserowy pomiar odległości. Pod koniec lat 90. XX w. model Cityliner zaczął być produkowany na licencji w Meksyku, RPA i w Chinach.
W 2000 roku zaprezentowano piątą odsłonę modelu pod nazwą Cityliner 2000, która była dużo nowocześniejsza: ostre linie wygładzono, zmieniono wygląd przednich świateł autokaru. Nowy wygląd otrzymała też tylna ściana. Ze względu na przejęcie Neoplana przez koncern MAN nowa generacja Citylinera otrzymała jednostkę napędową tej właśnie firmy. Autokary były dostępne z ekologicznymi silnikami spełniającymi normę Euro 3.
Podczas targów IAA w Hanowerze w 2006 roku Neoplan zaprezentował nową, szóstą edycję Citylinera składającą się z modeli: 12-metrowego, 13-metrowego (Cityliner C) i 14-metrowego (Cityliner L). Nowy design odznacza się większą lekkością i dynamiką. Unowocześniona przednia i tylna ściana nawiązuje do zaprezentowanej 2 lata wcześniej drugiej generacji Starlinera. Zastosowano diamentowe wycięcie bocznej szyby znane z innych modeli Neoplan, które nie było stosowane dotychczas w Citylinerze. Nowy model dostał prestiżową nagrodę Red Dot Award za stylistykę. Od 2014 roku Neoplan Cityliner jest dostępny z silnikiem spełniającym normę emisji spalin Euro 6.

Neoplan Cityliner L VI generacji odbył podróż testową organizowaną przez Neoplana z Hamburga do Szanghaju po szlaku jedwabnym. Po pokonaniu 14 000 km w ciągu ponad 50 dni 12 maja 2016 roku dotarł do celu podróży. W przejeździe uczestniczyło 48 kierowców.

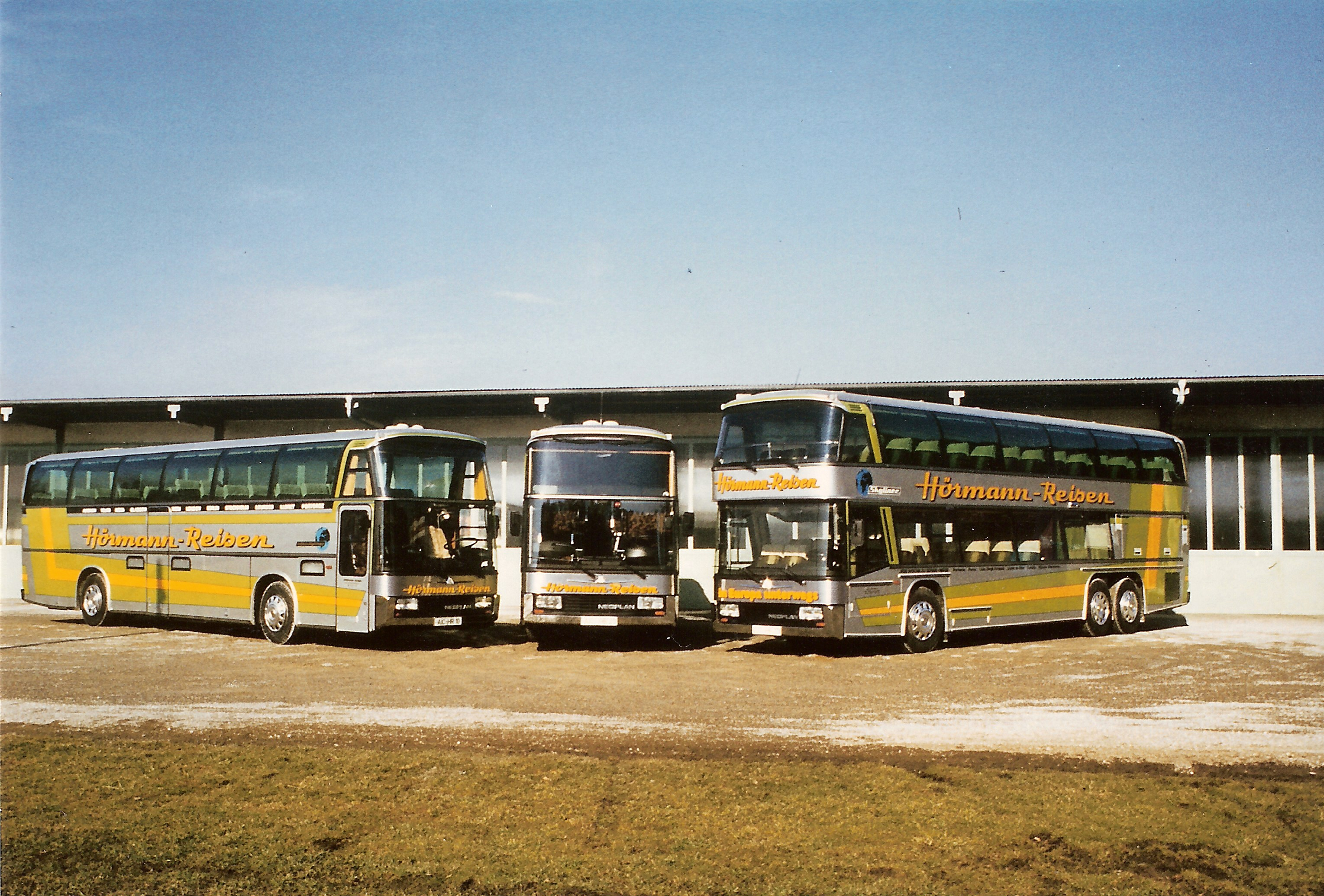
Cityliner I generacji dla przewoźnika Hörmann-Reisen (po lewej)
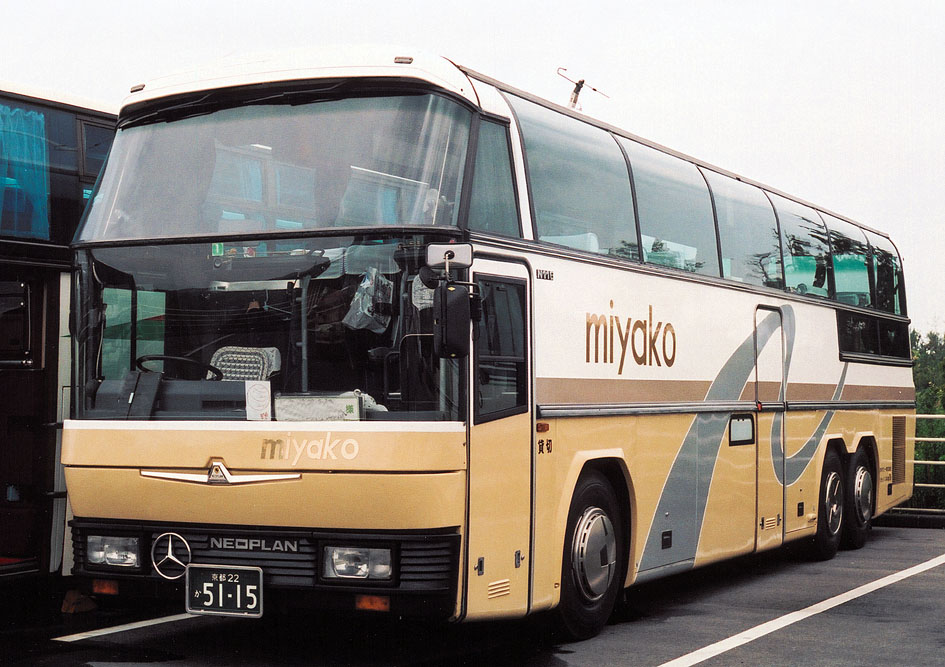
II generacja Citylinera
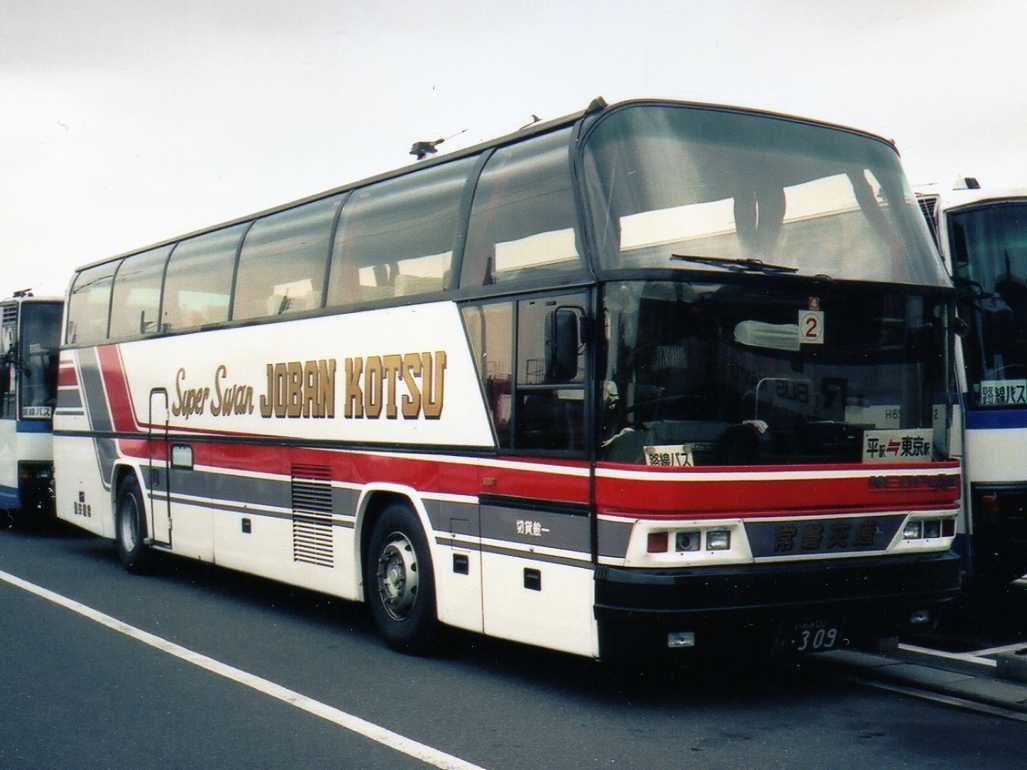
III generacja Citylinera
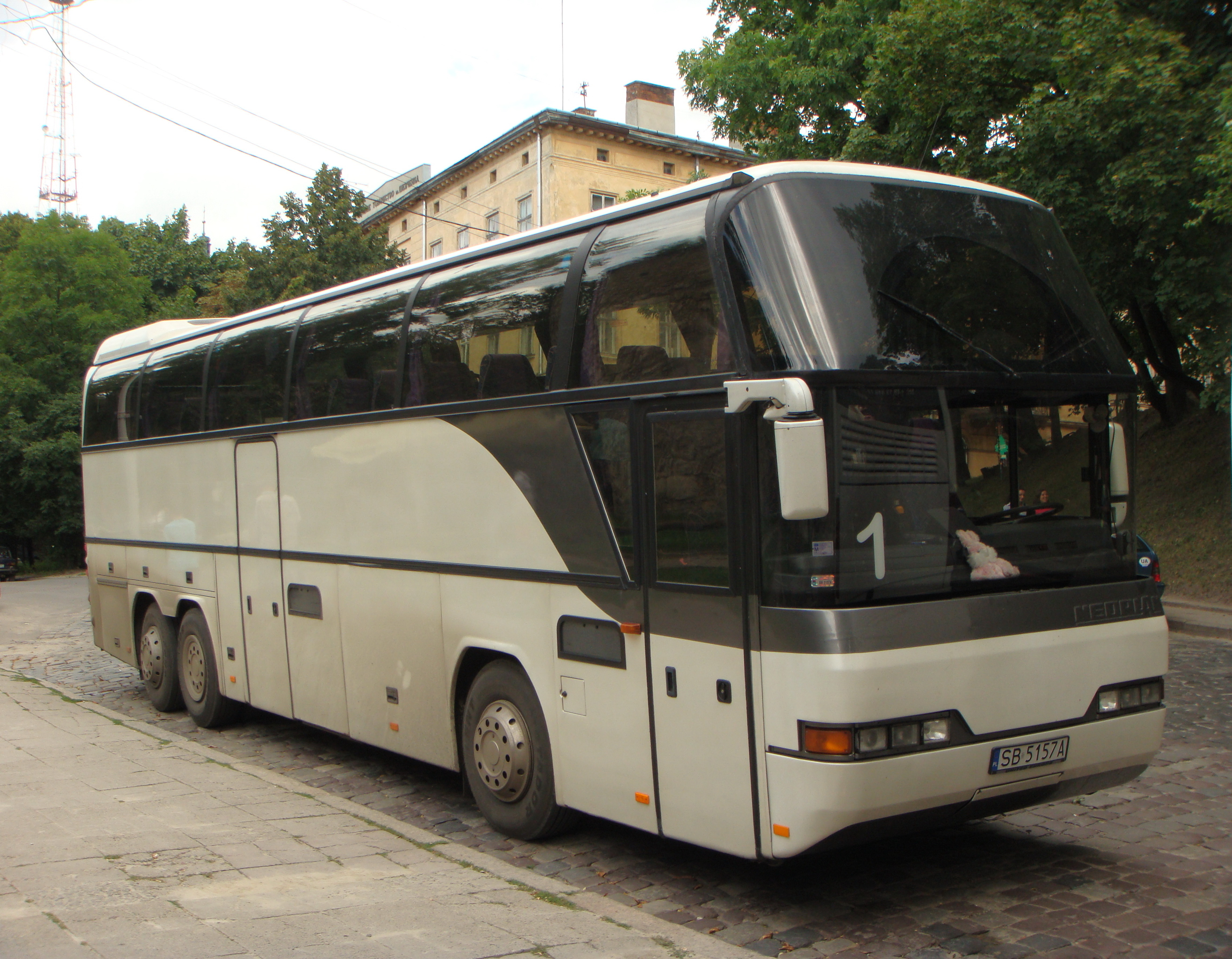
Neoplan Cityliner IV generacji
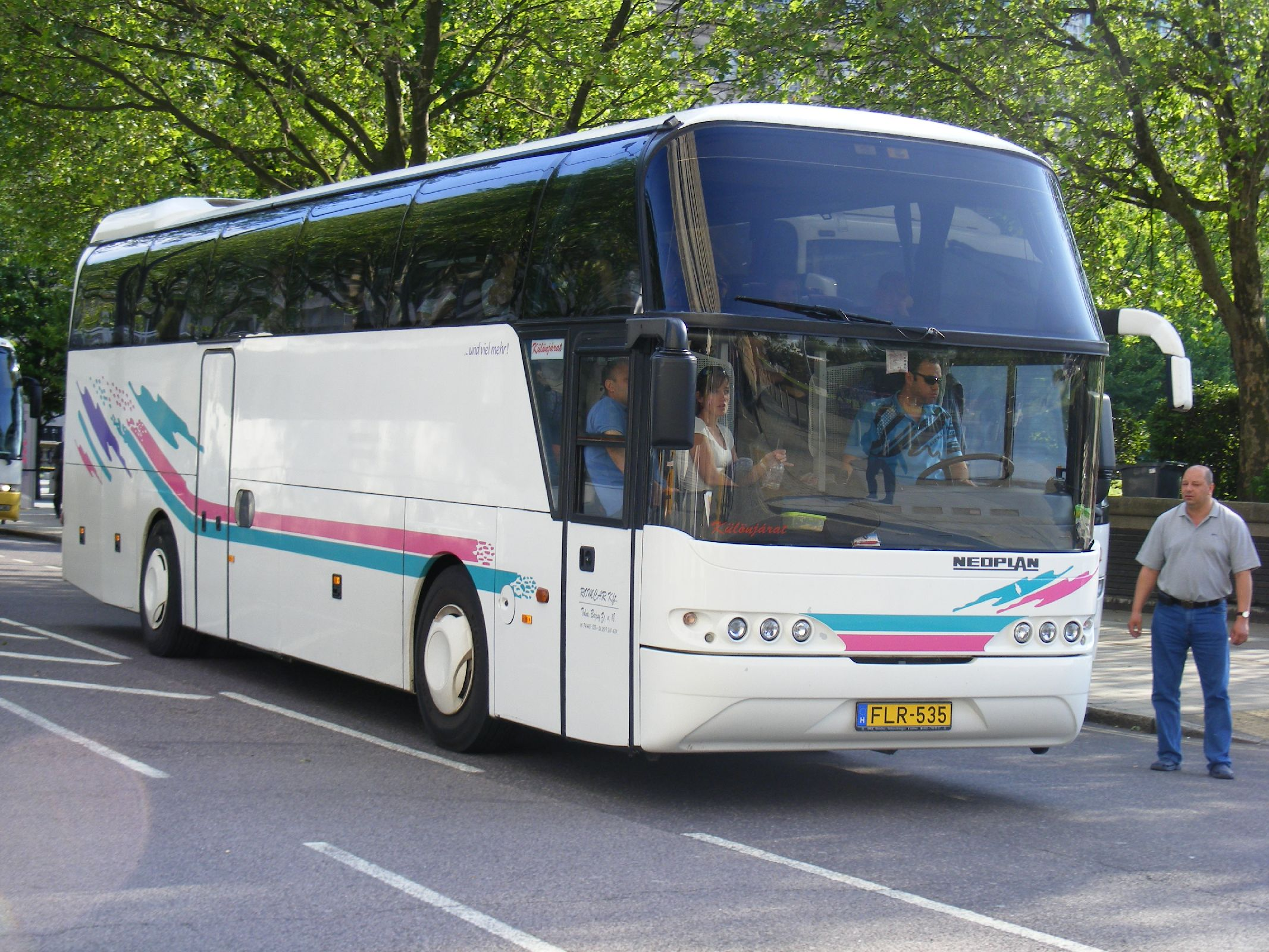
Cityliner-2000 (V generacja)
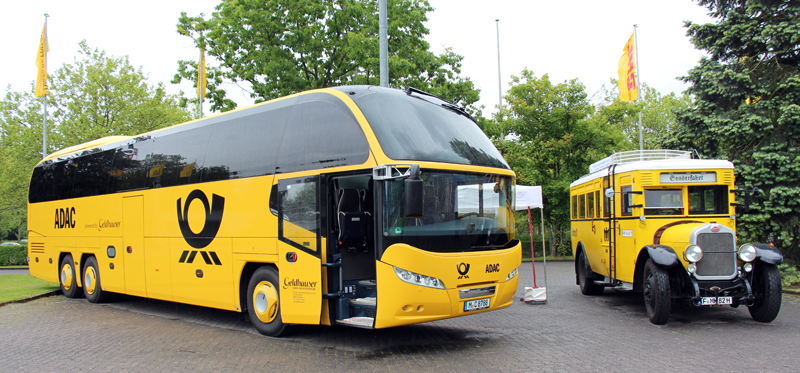
VI generacja Citylinera
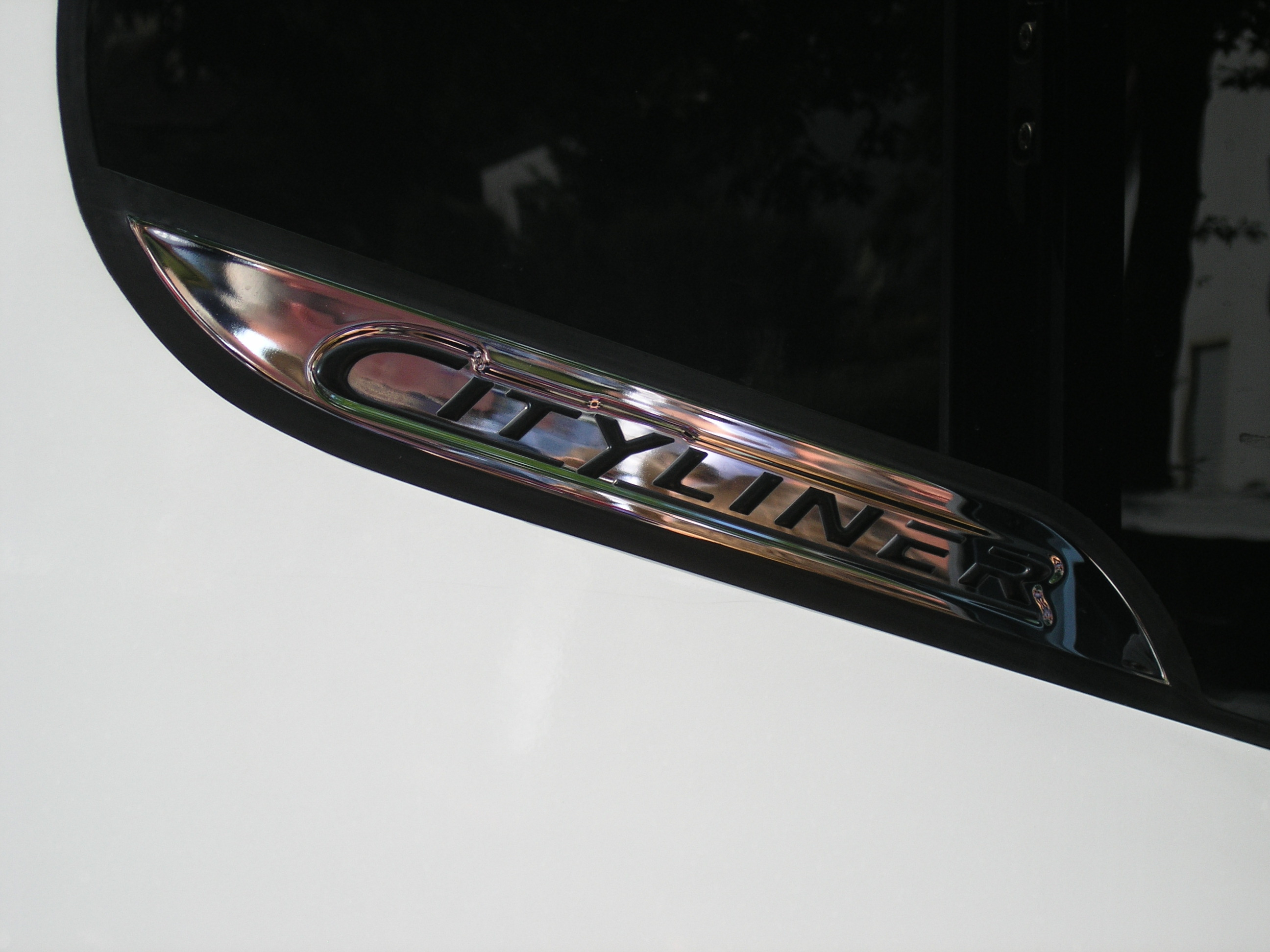
Plakietka z nazwą modelu w VI generacji